# Rebecca (roman)
Pour les articles homonymes, voir Rebecca.
Rebecca est un roman policier de la romancière britannique Daphné du Maurier, paru en 1938.
Le roman, inspiré par les œuvres de Charlotte Brontë et peut-être aussi par celles de Jane Austen, est considéré au XXIe siècle comme un classique de la littérature anglaise. L'intrigue rappelle en partie celle du roman La Préférée de Carolina Nabuco, paru en 1934.[réf. souhaitée]

## Résumé
Une jeune femme, la narratrice anonyme, travaille comme demoiselle de compagnie de Mme Van Hopper, femme mondaine et acariâtre, résidant dans un hôtel de Monte-Carlo. La narratrice, âgée de 20 ans, est très peu sûre d'elle. Elle rencontre Maximilien de Winter, âgé de 42 ans, veuf depuis peu. Tous deux développent une amitié qui, en quelques semaines, évolue vers l'amour, malgré leur différence d'âge. Quand vient le temps pour Mme Van Hopper de quitter Monte-Carlo, Maxim propose à la jeune fille de l'épouser et de vivre avec lui à Manderley, son magnifique manoir en Cornouailles (sud-ouest de l'Angleterre). Elle accepte. À leur arrivée, ils sont accueillis par l'ensemble du personnel, dont la gouvernante, Mme Danvers, qui compare constamment la narratrice à Rebecca, la précédente épouse de Maxim, morte noyée quelque temps auparavant, et qu'elle admirait passionnément.
La «présence» invisible de Rebecca est immédiatement perceptible, comme de son vivant, lorsqu'elle dominait le ménage et la maisonnée. Présence toujours plus obsédante, renforcée en cela par Mme Danvers, «jouant» constamment avec Mme de Winter, la faisant développer nervosité et doutes sur son statut dans le ménage.
L'on s'interroge sur le sort de Rebecca. Une embarcation de plaisance s'échoue sur les plages de Manderley, et les plongeurs retrouvent ainsi le bateau sur lequel se trouvait Rebecca lors de sa noyade : il y a un corps coincé dans la cabine... Tout le monde pense qu'une autre personne était dans le bateau avec Rebecca, mais l'identification est facile : il s'agit bel et bien de Rebecca. Maxim, désespéré, raconte la vérité à sa jeune femme et lui avoue qu'il a tué Rebecca dans un moment de colère et de désespoir, qu'il a fait couler le bateau avec le corps. Il lui raconte la vie de débauche de Rebecca, le pacte immonde qu'elle lui avait imposé, juste après leur mariage. Il lui avoue enfin son amour, et se livre à elle entièrement. Avec soulagement et joie, la jeune femme comprend enfin que son mari n'aime qu'elle et qu'il n'a jamais aimé Rebecca que d'une passion éphémère, transformée en haine, dès la révélation de sa personnalité perverse.
Maxim devient peu à peu un suspect aux yeux de la justice ; avec l'aide de sa femme, devenue plus mûre et courageuse à la suite de ses révélations, il tente de garder son secret. La conclusion de l'enquête est le suicide, mais le cousin de Rebecca émet des doutes sérieux quant à cette version et il réclame un complément d'enquête… Il aboutit à la découverte que Rebecca était atteinte d'un cancer inopérable et, à court terme, fatal. Plus de doute : aux yeux de la justice, Rebecca s'est suicidée. Maxim et sa jeune femme, soulagés et enfin libres, roulent vers Manderley avec l'espoir d'y vivre enfin heureux. Mais Madame Danvers, désespérée, a mis le feu au manoir et, au bout de leur route, le ciel est rouge et incandescent : Manderley brûle.

## Honneurs
Rebecca occupe la 6e place au classement des Cent Meilleurs Romans policiers de tous les temps établi par la Crime Writers' Association en 1990.
Rebecca occupe aussi la 9e place au classement des Cent Meilleurs Romans policiers de tous les temps établi par l'association des Mystery Writers of America en 1995.

## Adaptations

### Cinéma
- 1940 : Rebecca, film américain réalisé par Alfred Hitchcock, d'après le roman éponyme de Daphne du Maurier, avec Laurence Olivier, Joan Fontaine et Judith Anderson. Le film remporte l'Oscar du meilleur film lors de la 13e cérémonie des Oscars.

- 2020 : Rebecca, film britannique réalisé par Ben Wheatley, avec  Lily James, Armie Hammer et Kristin Scott Thomas, produit et distribué par la plateforme Netflix.

### Télévision

#### Adaptations anglophones
Une mini-série de 4 épisodes, de 55 minutes chacun, fut réalisée par Simon Langton pour la BBC en 1979 (17 janvier 1979) avec dans les rôles principaux :
- Jeremy Brett  (Maxim de Winter)
- Joanna David  (Mrs. de Winter)
- Elspeth March (Mrs. van Hopper)
- Anna Massey   (Mrs. Danvers)

Le téléfilm Rebecca, réalisé par Jim O'Brien, est diffusé en 1997 sur ITV.

#### Adaptation italienne
Rebecca, la prima moglie est une adaptation en série réalisée pour la télévision italienne par Riccardo Milani en 2007. La distribution comprend Alessio Boni dans le rôle de Max de Winter, Cristiana Capotondi en Mrs de Winter et Mariangela Melato incarne Mrs Danvers. A noter que l'héroïne n'est plus un Je anonyme et a cette fois un prénom : Jennifer.

### Bande dessinée
- Adapt. Leigh Sauerwein in Je bouquine n° 132, 02/1995, 73-90.

### Comédie musicale
- Rebecca : production autrichienne signée Michael Kunze (paroles et livret) et Sylvester Levay (musique).

### Livre audio
Le roman a fait l'objet d'une édition sous forme de livre audio.
- Daphné du Maurier, Rebecca, Paris, éd. Audiolib, 15 avril 2015 (ISBN 978-2-35641-938-5, BNF 44312198)Narrateur : Virginie Méry; support : 2 disques compacts audio MP3 ; durée : 15 h 54 min environ; référence éditeur : Audiolib 3033443

## Suite allographe
- La Malédiction de Manderley (Mrs de Winter II) / Susan Hill. Albin Michel, 1993, 395 p.  (ISBN 2-226-06542-3)

## Hommage
- Le Code Rebecca / Ken Follett. Robert Laffont, 1981, 360 p.  (ISBN 2-221-00761-1)
- Un cri dans la nuit / Mary Higgins Clark. Albin Michel, 1982, 348 p. en 40 chapitres.